# Монтекарло
Монтекарло (на италиански: Montecarlo) е община в Италия, в региона Тоскана, провинция Лука, между Пиза и Флоренция. Населението е около 4500 души (2007).